# Halowe Mistrzostwa Polski Seniorów w Lekkoatletyce 1974
15. Halowe Mistrzostwa Polski Seniorów w Lekkoatletyce – zawody sportowe, które rozegrano 23 i 24 lutego 1974 w Katowicach w Spodku. Zawody miały obsadę międzynarodową. W kilku konkurencjach zwyciężyli zawodnicy spoza Polski, wówczas tytuł mistrza Polski przypadł najlepszemu z Polaków. Mistrzostwa w pięcioboju kobiet odbyły się 24 lutego w hali AWF w Warszawie. Wyniki w tej konkurencji podane są łącznie z innymi w tabeli poniżej.

## Rezultaty

### Mężczyźni
| Konkurencja:              | 1. miejsce                              | Rezultat | 2. miejsce                            | Rezultat | 3. miejsce                           | Rezultat |
| Bieg na 60 m              | Zenon Nowosz Legia Warszawa             | 6,71     | Jerzy Wieczorek MKS AZS Warszawa      | 6,80     | Jan Alończyk AZS Wrocław             | 6,82     |
| Bieg na 400 m             | Marian Gęsicki Zawisza Bydgoszcz        | 49,98    | Waldemar Szlendak MKS AZS Warszawa    | 50,33    | Dariusz Podobas MKS AZS Warszawa     | 51,23    |
| Bieg na 800 m             | Michał Skowronek Wawel Kraków           | 1:52,65  | Krzysztof Linkowski Olimpia Poznań    | 1:53,03  | Czesław Jursza Zawisza Bydgoszcz     | 1:54,56  |
| Bieg na 1500 m            | Henryk Szordykowski Wawel Kraków        | 3:44,66  | Włodzimierz Staszak Zawisza Bydgoszcz | 3:46,15  | Henryk Sapko Legia Warszawa          | 3:46,95  |
| Bieg na 3000 m            | Jan Kondzior AZS Śląsk                  | 8:04,56  | Leopold Tomaszewicz Flota Gdynia      | 8:06,35  | Stanisław Podzoba Cracovia           | 8:07,10  |
| Bieg na 60 m przez płotki | Mirosław Wodzyński Górnik Zabrze        | 7,71     | Leszek Wodzyński Legia Warszawa       | 7,86     | Przemysław Siciński MKS AZS Łódź     | 7,97     |
| Skok wzwyż                | Włodzimierz Perka AZS Warszawa          | 2,10     | Janusz Białogrodzki Polonia Warszawa  | 2,10     | Janusz Wrzosek Spójnia Gdańsk        | 2,10     |
| Skok o tyczce             | Wojciech Buciarski Skra Warszawa        | 5,30     | Tadeusz Ślusarski Skra Warszawa       | 5,20     | Romuald Murawski Budowlani Bydgoszcz | 5,10     |
| Skok w dal                | Grzegorz Cybulski Śląsk Wrocław         | 7,88     | Jerzy Miedziałek Burza Wrocław        | 7,69     | Roman Niciecki Olimpia Poznań        | 7,68     |
| Trójskok                  | Michał Joachimowski Budowlani Bydgoszcz | 16,73    | Ryszard Garnys Start Łódź             | 16,40    | Andrzej Lasocki Skra Warszawa        | 16,18    |
| Pchnięcie kulą            | Tadeusz Sadza Zawisza Bydgoszcz         | 18,34    | Mieczysław Bręczewski Legia Warszawa  | 18,30    | Stanisław Wołodko Zawisza Bydgoszcz  | 17,84    |
| Sześciobój                | Henryk Nita Śląsk Wrocław               | 4583 pkt | Zbigniew Mierzejewski AZS Wrocław     | 4557 pkt | Edward Miś Wawel Kraków              | 4490 pkt |

### Kobiety
| Konkurencja:              | 1. miejsce                          | Rezultat | 2. miejsce                           | Rezultat | 3. miejsce                         | Rezultat |
| Bieg na 60 m              | Irena Szewińska Polonia Warszawa    | 7,34     | Małgorzata Bogucka Gwardia Warszawa  | 7,42     | Bogusława Wojsz Górnik Zabrze      | 7,50     |
| Bieg na 400 m             | Krystyna Kacperczyk Skra Warszawa   | 55,64    | Danuta Piecyk Gwardia Olsztyn        | 56,40    | Zofia Zwolińska Gwardia Warszawa   | 56,92    |
| Bieg na 800 m             | Elżbieta Katolik Wisła Kraków       | 2:06,74  | Jolanta Januchta Piast Gliwice       | 2:08,87  | Barbara Waśniewska Orzeł Warszawa  | 2:10,58  |
| Bieg na 1500 m            | Urszula Prasek Pomorze Stargard     | 4:30,25  | Danuta Siemieniuk Podlasie Białystok | 4:35,50  | Celina Magala Budowlani Kielce     | 4:37,00  |
| Bieg na 60 m przez płotki | Grażyna Rabsztyn Gwardia Warszawa   | 8,13     | Teresa Nowak Gwardia Warszawa        | 8,27     | Miria Turek Bałtyk Gdynia          | 8,52     |
| Skok wzwyż                | Anna Bubała Górnik Zabrze           | 1,75     | Nadzieja Sacewicz OKS Otwock         | 1,70     | Mirosława Rękas Lumel Zielona Góra | 1,70     |
| Skok w dal                | Małgorzata Majchrzak Olimpia Poznań | 5,92     | Alicja Wierzba Spójnia Gdańsk        | 5,92     | Anna Witwicka MKS AZS Warszawa     | 5,83     |
| Pchnięcie kulą            | Beata Habrzyk Piast Gliwice         | 16,46    | Janina Danilczuk Wisła Kraków        | 15,70    | Marianna Leńska Gwardia Warszawa   | 15,30    |
| Pięciobój                 | Ryszarda Rurka Skra Warszawa        | 3978 pkt | Barbara Jaźwicka Olimpia Poznań      | 3891 pkt | Jolanta Szuba Śląsk Wrocław        | 3871 pkt |